# Les Hortes (Aramunt)
Les Hortes és una partida rural del terme municipal de Conca de Dalt, al Pallars Jussà, a l'antic terme d'Aramunt, en l'àmbit del poble d'Aramunt.
Està situada a l'oest-nord-oest de la vila d'Aramunt, al sud de la masia de la Casanova, a l'esquerra de la Noguera Pallaresa, en el pantà de Sant Antoni, i a la dreta del barranc dels Clops. És a migdia de la partida de Santa Maria d'Horta i de la masia de la Casanova, al nord-est de la partida de Costera i al nord-oest de la de Rans. Discorre pel sud d'aquesta partida el Camí del Cementiri. Conté el paratge de l'Horta de la Font, de 0,4172 hectàrees.
La partida de les Hortes consta de més de 15 hectàrees (15,5654) de terres de conreu, pràcticament totes de regadiu, amb algun tros improductiu i algun de pastures.